# Axel Poulsen
Rikard Axel Poulsen (1. december 1887 i København – 22. august 1972 på Sankt Lukas Stiftelsen i Hellerup) var en dansk billedhugger.
Axel Poulsen var søn af Hans Poulsen og Maria Malmberg og gift med forfatteren Elisabeth Bergstrand. Axel Poulsen udformede senere forældrenes gravsted med en knælende seraf på kirkegården ved Fredens Kirke i Odense.
Axel Poulsen blev uddannet billedskærer i Odense, hvor han stod i lære hos sin far sammen med sine brødre og blev svend i 1907. Derefter kom han på Odense Tekniske Skole og senere Kunstakademiet i København fra 1908 til 1911. Han opholdt sig i perioder i udlandet, bl.a. i Rom og Firenze, Italien samt Tyskland og Frankrig. Udlandsopholdene fungerede i høj grad som inspiration for hans produktion, der havde et naturalistisk præg. Hans værker blev udover herhjemme udstillet i både USA, Sverige og Norge. Blandt hans hovedværker er mindesmærket For Danmark / Moderen med den dræbte søn i Mindelunden i Ryvangen, der blev indviet 1950. 
Andre markante værker er Genforeningsmonumentet ved Fælledparken, København (1926-1930), Marselisborgmonumentet i Århus (1928-1934) og H.P. Hanssen-monumentet i Aabenraa (1943-1950), Frihedsmonumentet ved Gentofte Rådhus (1954) og Kongehyldningsmonumentet ved Viborg Domkirke (1965). Derudover lavede Axel Poulsen adskillige arbejder, bl.a. altertavler og tymphaner til kirker. Altertavlen i Fredens Kirke i Odense er et smukt eksempel på hans billedskærerarbejde (1921), ligesom den forgyldte altertavle og tymphanet til Ansgard Kirke i Odense og tymphanet til Axelborg i København viser hans evner til at udtrykke sig billedligt på en afgrænset plads.
I 1914 modtog han Eckersberg Medaillen og i 1963 Thorvaldsen Medaillen. Han blev Ridder af Dannebrog 1934, Dannebrogsmand 1947 og Kommandør af Dannebrog 1962. Axel Poulsen er begravet på Ordrup Kirkegård.